# Assedio di Padova
L'assedio di Padova, avvenuto tra il 15 e il 30 settembre del 1509 fu uno dei maggiori episodi militari della prima fase della guerra della Lega di Cambrai.

## Antefatti
Dopo l'elezione di Papa Giulio II della Rovere il 18 ottobre 1503, la famiglia Borgia cadde in rovina. Il Pontefice la privò dei suoi privilegi esiliandola in Spagna. Lo stesso destino toccò anche a Cesare Borgia il quale, dopo essere stato dimesso dalla carica di Duca di Romagna morì esiliato in Navarra. Nel mentre anche la Repubblica di Venezia (aspirante al dominio sull'Italia tanto quanto Giulio II) trasse enormi vantaggi dalla rovina dei Borgia. Essa aveva infatti occupato le città romagnole di Rimini, Faenza e Cervia diventando di fatto nemica dello stato pontificio e del Papa che, essendo genovese, conosceva bene l'odio della sua patria verso la Serenissima.
Ma oltre al pontefice, anche il sovrano di Napoli Ferdinando II d'Aragona vedeva la repubblica come sua nemica. Dal declino degli Aragonesi, Venezia aveva guadagnato diversi porti pugliesi che ora il sovrano rivendicava. Inoltre, grazie alla sconfitta di Ludovico il Moro e degli Sforza da parte dei francesi di Luigi XII, la Serenissima aveva acquistato anche vari territori Lombardi tra cui Cremona che ora il sovrano francese rivendicava come sua in quanto legittimo Duca di Milano (esso mirava in realtà alla conquista di tutti i territori lombardi in mano a Venezia).
Anche l'imperatore Massimiliano I temeva i veneti e cercava disperatamente di mettere in sicurezza i confini dei suoi territori austriaci. Il fallimento della sua invasione nel Cadore e la successiva invasione veneziana del Friuli e della Contea di Gorizia lo avevano lasciato nell'angoscia. All’interno del panorama dei differenti Stati regionali italiani, Venezia rappresentava una situazione anomala e pericolosa: l'unico stato forte, indipendente, dalle solide istituzioni e addirittura in grado di resistere e reagire all'invadenza delle potenze straniere. 
La situazione spinse quindi Spagna e Francia a collaborare: nel 1507 i due sovrani Luigi XII di Francia e Ferdinando II di Spagna si incontrarono al Convegno di Savona per stringere alleanza. L'anno successivo anche l'imperatore Massimiliano si unì alla federazione franco-spagnola dopo essere stato riconosciuto imperatore da papa Giulio II. Nacque così, il 10 dicembre 1508, la Lega di Cambrai: un'alleanza antiveneziana formata da Spagna, Francia, Impero e Stato Pontificio. 
La neonata coalizione, capitanata da francesi e imperiali, colpì duramente Venezia che venne sconfitta nella battaglia di Agnadello del 1509 e costretta ad abbandonare tutte le terre precedentemente conquistate. I veneziani riuscirono però a salvare i loro territori nel Veneto grazie alla resistenza di Padova nell'assedio del 1509.

## I veneziani catturano Padova
Il 5 giugno del 1509, la ritirata delle truppe veneziane, incalzate da francesi e imperiali, aveva provocato la resa di Padova a questi ultimi.
Intorno all'11 luglio, tuttavia, alcuni strani movimenti avevano iniziato a preannunciare la contromossa della Serenissima. Il potente Consiglio dei Dieci aveva preso a ricevere dalla terraferma messi segreti, trasportati nottetempo a Palazzo Ducale e a lungo intrattenutisi alla presenza del Doge Leonardo Loredan e degli stessi Dieci, mentre aveva preso a circolare la voce che si stesse preparando la riconquista di Padova.

La sera del 16 luglio, mentre da tutta la laguna e dall'Arsenale di Venezia un intenso traffico di imbarcazioni si concentrava sul porto di Lizzafusina, sbarcandovi uomini e materiali in gran quantità, e mentre le guardie dei Dieci impedivano l'uscita di ogni altra imbarcazione da Venezia, il provveditore Andrea Gritti, proveniente da Treviso con un contingente di Stradioti, si presentò verso le otto alla Porta Codalunga di Padova.

Con lo stratagemma del finto arrivo di tre carri carichi di frumento, la porta era stata aperta e bloccata con uno degli stessi carri, arrestatosi nel mezzo del ponte levatoio: la cavalleria veneziana fece così irruzione, costringendo il presidio di lanzichenecchi assoldato dall'Imperatore Massimiliano I a rinchiudersi nel castello, mentre le campane annunciavano il ritorno sulla città del vessillo di San Marco. Decisiva alla riuscita dell'impresa fu la partecipazione di Giovanni Diedo, il quale non era stato inviato dalla Repubblica.
La mattina del 17 luglio anche le altre forze veneziane, comandate dal patrono dell'Arsenale Nicolò Pasqualigo, irruppero in città. Nonostante gli sforzi dei comandanti veneziani, le case e i beni di quanti avevano sostenuto il potere degli Imperiali vennero saccheggiati.

## Assedio
Agli inizi di agosto del 1509, Massimiliano partì da Trento con un esercito composto da circa 35 000 uomini e puntò a sud verso i territori veneziani; nel frattempo le sue forze furono affiancate da contingenti francesi e papalini.
A causa della carenza di cavalli e di un'errata organizzazione generale, l'armata imperiale giunse a Padova solo a metà settembre, concedendo così tempo utile a Niccolò di Pitigliano per concentrare quello che rimaneva dell'esercito veneziano dopo la Battaglia di Agnadello, nonché varie compagnie di volontari provenienti dalla città di Venezia.
L'assedio iniziò il 15 settembre. Per due settimane l'artiglieria imperiale e francese bombardò la città riuscendo a far breccia nelle mura, tuttavia, quando gli assedianti riuscirono ad entrare nell'abitato, le truppe veneziane condussero con accesa determinazione la resistenza.
Le misure di emergenza decretate dal Consiglio dei Dieci permisero l'invio dalla Zecca ai difensori di Padova del denaro sufficiente per finanziare l'esercito capitanato dal Gritti. Gli storici stimano una cifra che va dai 120 000 ai 200 000 ducati in contanti.
Il 30 settembre Massimiliano, non potendo più pagare i suoi mercenari, abbandonò l'assedio, lasciando un piccolo distaccamento in Italia, guidato dal Duca di Anhalt, e si ritirò in Tirolo con gran parte dell'armata.

## Conseguenze
La sconfitta fu un duro colpo per Massimiliano e in conseguenza di ciò il Sacro Romano Impero non poté più tentare un'altra invasione in Italia fino al 1514.